# Le Plessis-Trévise
Pour les articles homonymes, voir Plessis (homonymie).
Le Plessis-Trévise est une commune française située dans le département du Val-de-Marne, en région Île-de-France.
De peuplement récent, elle a une existence administrative depuis 1899 et s'est urbanisée surtout à partir des années 1950.
Ses habitants sont appelés les Plesséens.

## Géographie

### Localisation

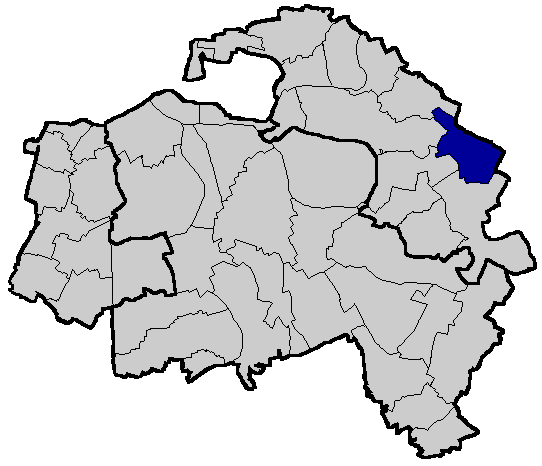
Localisation du Plessis-Trévise dans le Val-de-Marne

Située à 18 km à l'est de Paris, Le Plessis-Trévise est la plus jeune commune du Val-de-Marne.
Le Plessis-Trévise est située au carrefour entre la Seine-et-Marne avec la commune de Pontault-Combault, la Seine-Saint-Denis avec la commune de Noisy-le-Grand et le Val-de-Marne avec les communes de Champigny-sur-Marne, Chennevières-sur-Marne, La Queue-en-Brie et Villiers-sur-Marne.

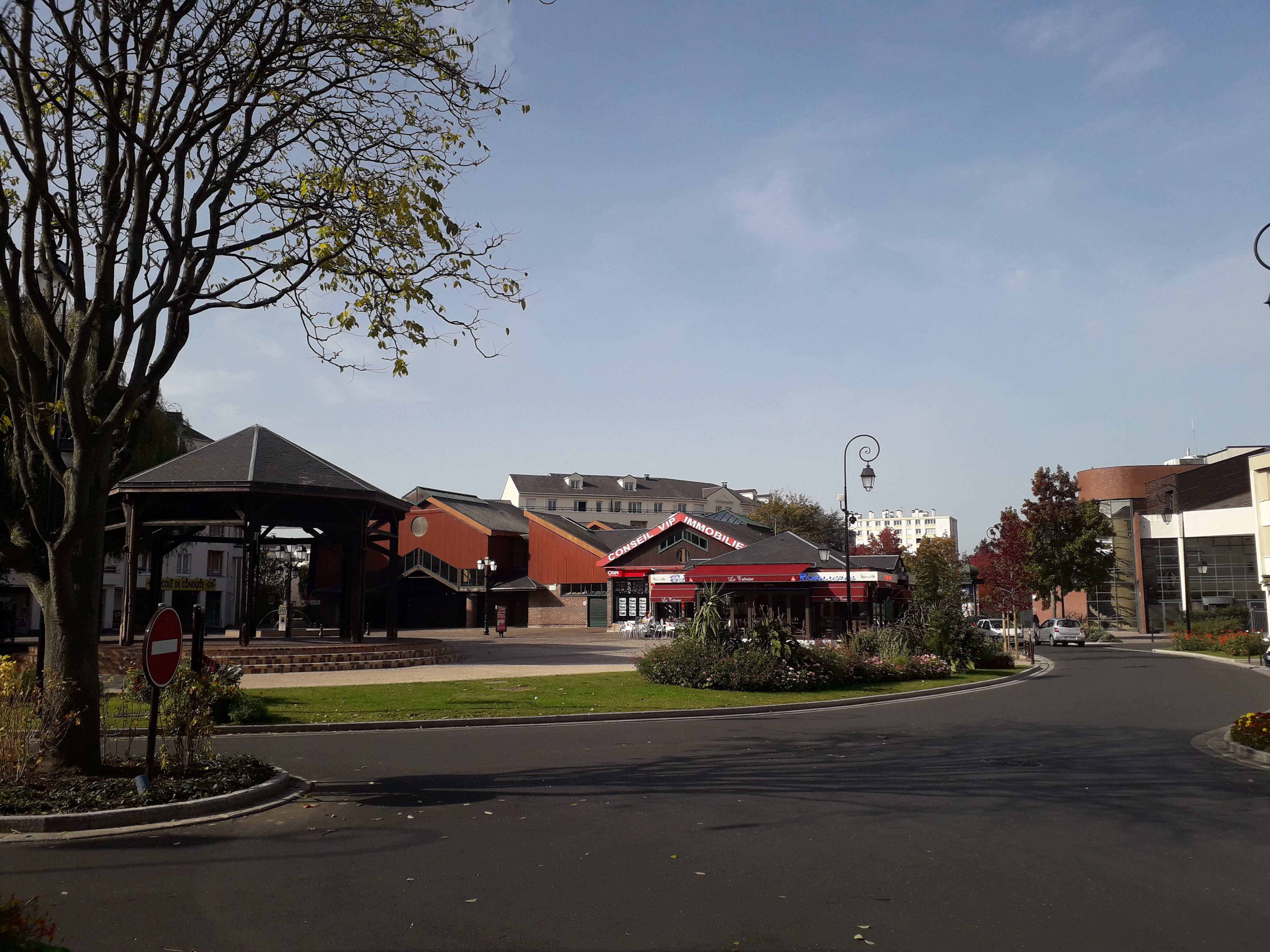
La place du marché en 2017.

### Communes limitrophes
Les communes limitrophes sont Noisy-le-Grand, La Queue-en-Brie, Pontault-Combault, Champigny-sur-Marne, Chennevières-sur-Marne et Villiers-sur-Marne.

### Climat
Pour des articles plus généraux, voir Climat de l'Île-de-France et Climat du Val-de-Marne.
En 2010, le climat de la commune est de type climat océanique dégradé des plaines du Centre et du Nord, selon une étude du CNRS s'appuyant sur une série de données couvrant la période 1971-2000. En 2020, Météo-France publie une typologie des climats de la France métropolitaine dans laquelle la commune est exposée à un climat océanique altéré et est dans la région climatique Sud-ouest du bassin Parisien, caractérisée par une faible pluviométrie, notamment au printemps (120 à 150 mm) et un hiver froid (3,5 °C).
Pour la période 1971-2000, la température annuelle moyenne est de 11,2 °C, avec une amplitude thermique annuelle de 15,1 °C. Le cumul annuel moyen de précipitations est de 678 mm, avec 10,6 jours de précipitations en janvier et 7,7 jours en juillet. Pour la période 1991-2020, la température moyenne annuelle observée sur la station météorologique la plus proche, située sur la commune de Neuilly-sur-Marne à 6 km à vol d'oiseau, est de 12,3 °C et le cumul annuel moyen de précipitations est de 721,2 mm,. Pour l'avenir, les paramètres climatiques de la commune estimés pour 2050 selon différents scénarios d'émission de gaz à effet de serre sont consultables sur un site dédié publié par Météo-France en novembre 2022.

### Milieux naturels et biodiversité
Une partie du Bois Saint-Martin se trouve au Plessis-Trévise.

## Urbanisme

### Typologie

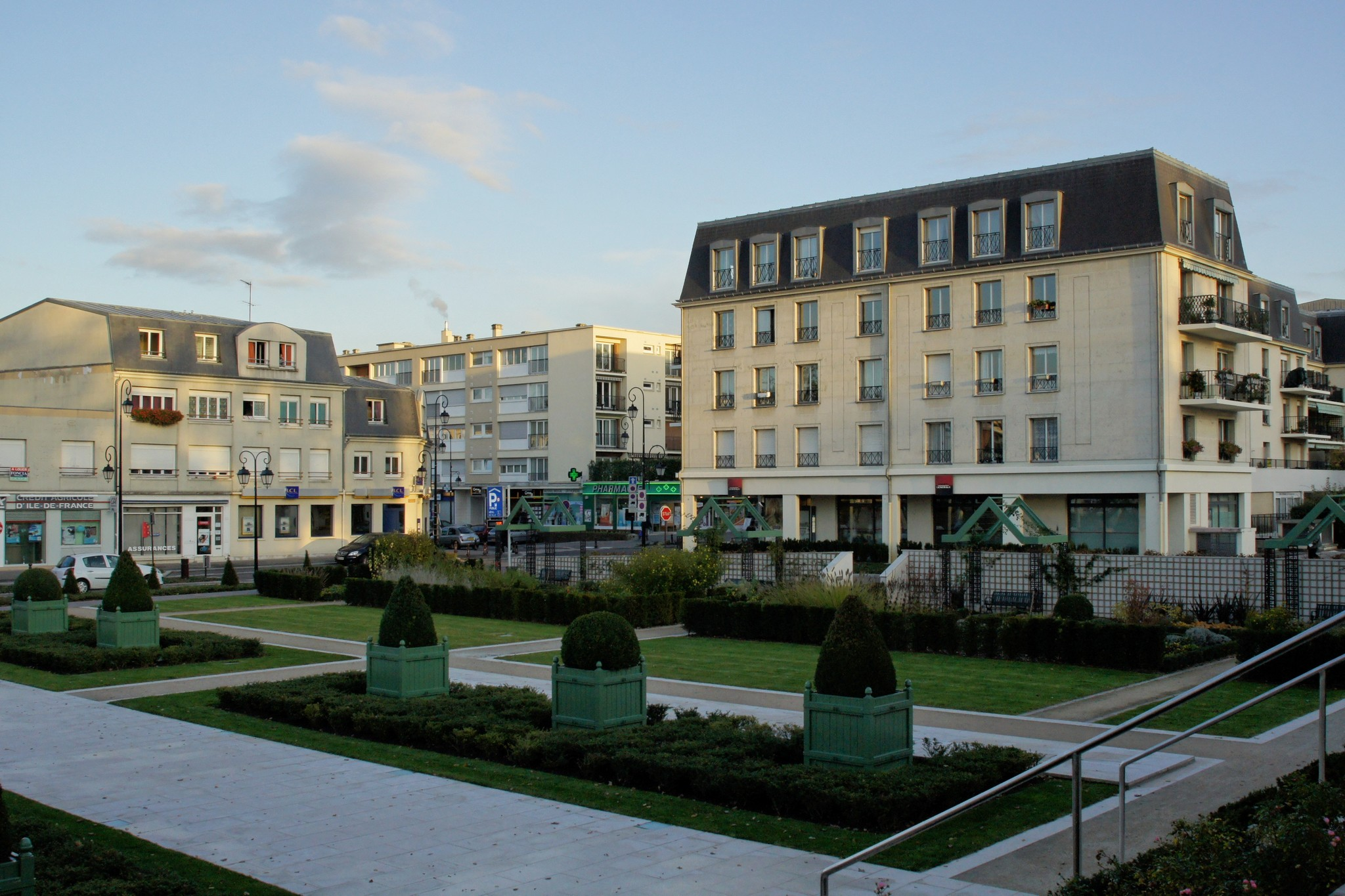
Le centre-ville, en 2009.

Le Plessis-Trévise est une commune urbaine, car elle fait partie des communes denses ou de densité intermédiaire, au sens de la grille communale de densité de l'Insee,,,.
Elle appartient à l'unité urbaine de Paris, une agglomération inter-départementale regroupant 411 communes et 10 785 092 habitants en 2017, dont elle est une commune de la banlieue,.
Par ailleurs la commune fait partie de l'aire d'attraction de Paris, dont elle est une commune du pôle principal. Cette aire regroupe 1 929 communes,.

### Habitat et logement
En 2018, le nombre total de logements dans la commune était de 8 442, alors qu'il était de 8 124 en 2013 et de 7 685 en 2008.
Parmi ces logements, 98,2 % étaient des résidences principales, 0,7 % des résidences secondaires et 1,1 % des logements vacants. Ces logements étaient pour 32 % d'entre eux des maisons individuelles et pour 67,7 % des appartements.
Le tableau ci-dessous présente la typologie des logements au Le Plessis-Trévise en 2018 en comparaison avec celle du Val-de-Marne et de la France entière. Une caractéristique marquante du parc de logements est ainsi une proportion de résidences secondaires et logements occasionnels (0,7 %) inférieure à celle du département (1,8 %) et à  à celle de la France entière (9,7 %). Concernant le statut d'occupation de ces logements, 56,8 % des habitants de la commune sont propriétaires de leur logement (62,8 % en 2013), contre 45 % pour le Val-de-Marne et 57,5 % pour la France entière.
| Typologie                                               | Le Plessis-Trévise | Val-de-Marne | France entière |
| ------------------------------------------------------- | ------------------ | ------------ | -------------- |
| Résidences principales (en %)                           | 98,2               | 92,5         | 82,1           |
| Résidences secondaires et logements occasionnels (en %) | 0,7                | 1,8          | 9,7            |
| Logements vacants (en %)                                | 1,1                | 5,7          | 8,2            |

### Voies de communication et transports

#### Voies routières
Au nord, la commune est accessible par l'autoroute A4, en empruntant l'accès Noisy-le-Grand/ Villiers-sur-Marne/ Le Plessis-Trévise. Au sud, elle est accessible par la N4 en empruntant la direction "Le Plessis-Trévise" au niveau du centre commercial Pince-Vent d'Ormesson. À l'est, la commune est accessible via la francilienne N104 en empruntant la sortie "Pontault-Combault gare".

#### Transports en commun

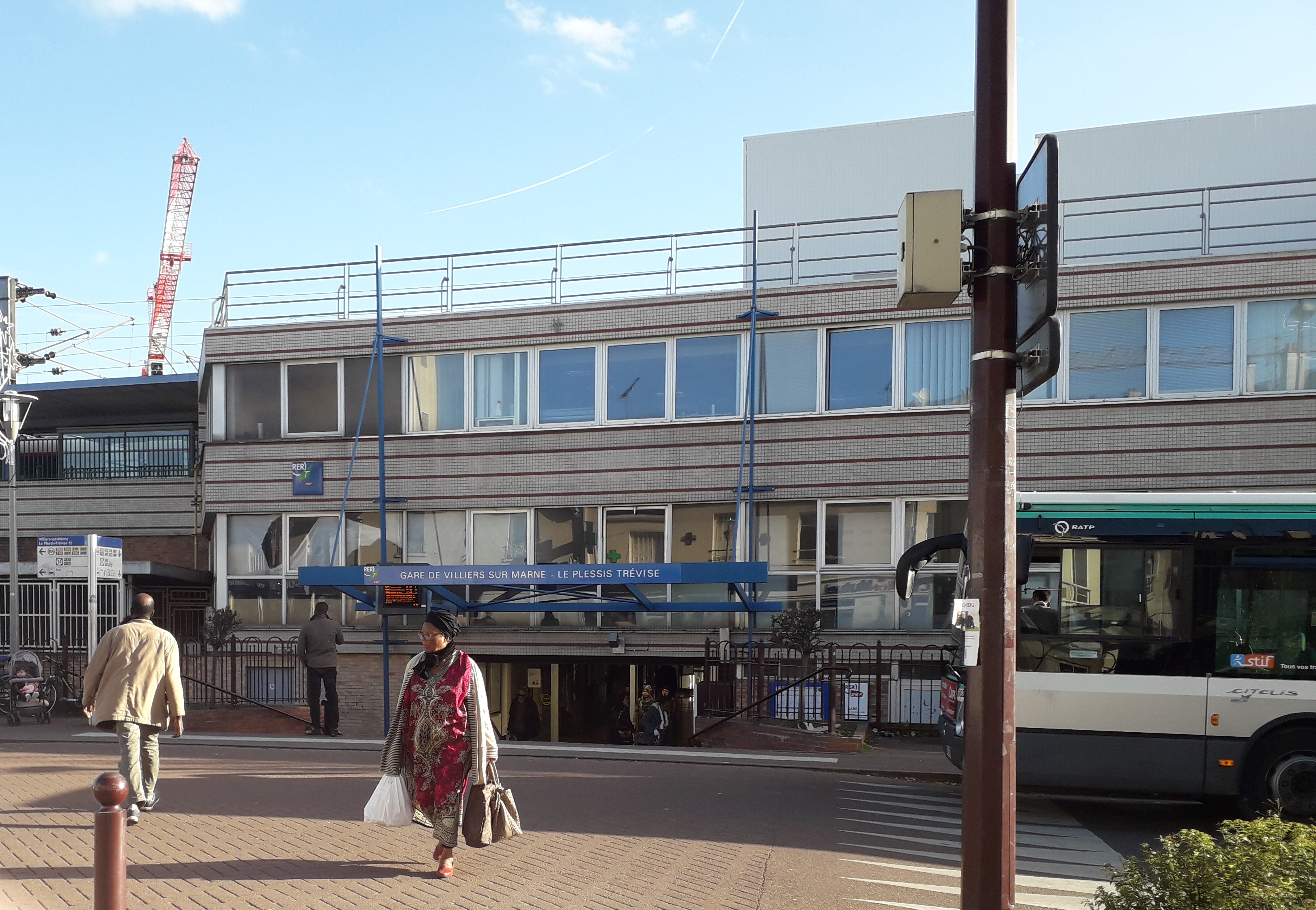
gare de Villiers-sur-Marne - Le Plessis-Trévise, sur le RER E, vue depuis la rue du Chemin de fer, à Villiers-sur-Marne.

Le réseau de transports en commun plesséen repose sur les lignes de bus suivantes : 
- Les lignes de bus RATP 206, 207 et 209 offrent accès aux lignes RER suivantes :
  - Le RER E en gare de Villiers-sur-Marne - Le Plessis-Trévise ;
  - Le RER A en gare de Noisy-le-Grand - Mont d'Est ;
- La ligne 209 offre également accès au RER E en gare d'Émerainville - Pontault-Combault (arrêt Place de Beilstein) ;
- La ligne de bus RATP 208b offre accès au RER A en gare de Champigny.

## Toponymie
Le vieux mot « plessis » désignait jadis des branchages entrecroisés protégeant un domaine. Quant au mot « Trévise », il fait référence à la ville du Royaume d'Italie : le maréchal Mortier fut nommé duc de Trévise et gouverneur de Silésie par Napoléon Ier, en 1808, après la bataille de Friedland. En 1812, le maréchal Mortier, devenu immensément riche, s'était installé au château de La Lande, situé sur la commune dont il deviendra le maire. Il est tué en 1835, boulevard du Temple, victime de la « machine infernale » de Fieschi qui visait le cortège de Louis-Philippe. Inhumé aux Invalides, son cœur est enterré au cimetière du Père-Lachaise.

## Histoire

### Temps modernes
À l'origine, le hameau est constitué de deux domaines séparés : Le Plessis-Saint-Antoine et le Plessis La Lande. En 1776, le prince de Conti réunit les domaines ébauchant ainsi le territoire de ce qui deviendra le Plessis-Trévise, alors partagé entre les communes de Villiers-sur-Marne, La Queue-en-Brie et Chennevières-sur-Marne.

### Époque contemporaine
Vers le milieu du XIXe siècle, l'actuel territoire de la commune du Plessis-Trévise est presque entièrement boisé et à peine une cinquantaine de personnes y vivent de façon permanente.
En 1857, après la mort de la duchesse de Trévise, ses héritiers confient à Jean Augustin Ardouin la tâche de morceler le domaine et d'en faire des lotissements. Cette décision a pour conséquence le début du morcellement des anciens grands domaines boisés. Le château de la Lande et son parc sont achetés par Gustave Roger. Dans les anciennes dépendances du château, un institut hydrothérapique est fondé par le docteur Louis Fleury. Le lotissement d'une partie des terres du château amène une nouvelle population à s'y installer. Dans un premier temps, une population parisienne en quête d'espaces verts contribue à l'accroissement rapide de la ville, souvent par la construction de villas spacieuses. L'artisanat et le petit commerce s'y implante, ainsi que plusieurs fermes. Le chemin de fer y parvient et amène l'ouverture d'auberges et de guinguettes. En quarante ans, plus de 200 maisons sont construites sur le territoire de l'actuelle commune et la population passe de 50 habitants en 1857 à environ 950 habitants en 1899.
Un syndicat des propriétaires du Parc du Plessis-Trévise porte des revendications d'indépendance administrative de la communauté en croissance rapide, ce qui conduit, après une trentaine d'années de démarches, à la création d'une commune à part entière par la loi du 7 juillet 1899. Un odonyme local (« Esplanade du 7-Juillet-1899 ») rappelle cet événement. L'église Saint-Jean-Baptiste du Plessis-Trévise est construite peu de temps avant la proclamation de la nouvelle commune. La création de la nouvelle commune entraîne l'édification d'équipements publics propres, dont la mairie et une école.
Ce n'est cependant qu'à partir des années 1950 que la nouvelle commune commence réellement à s'urbaniser et à augmenter sa population, notamment après le fameux appel de l'hiver 1954 de l'Abbé Pierre alarmant sur les conditions des plus démunis au sein d'un hiver particulièrement rigoureux, faisant de nombreuses victimes en raison du froid. Sous la férule de l'architecte Pierre Dufau, la première cité d'urgence va être créée.
Ainsi, dès le 19 février 1954, la société HLM Emmaüs est créée. La construction de maisons d'urgence commence sur le terrain de la "Villa Sans-Gêne", avenue Lefèvre, terrain acheté à crédit avec la garantie du salaire de député de l'Abbé Pierre. 48 petites maisons " les Épis "sont construites  et inaugurées le 30 avril. Puis, un centre d'hébergement de 250 logements " Les Toits". L'ensemble s’appellera "Cité de la joie". Elle sera inaugurée le 15 novembre 1954.
Une communauté Emmaüs, la première à accueillir des femmes, et plusieurs logements gérés par Emmaüs Habitat sont situés sur la commune du Plessis-Trévise.
Un grand nombre de lotissements pavillonnaires se construisent dans les années 1970. À partir de 1984, la ville se dote d'un cœur et voit sa population atteindre sa maturité, autour de 20 000 Plesséens aujourd'hui.

## Politique et administration

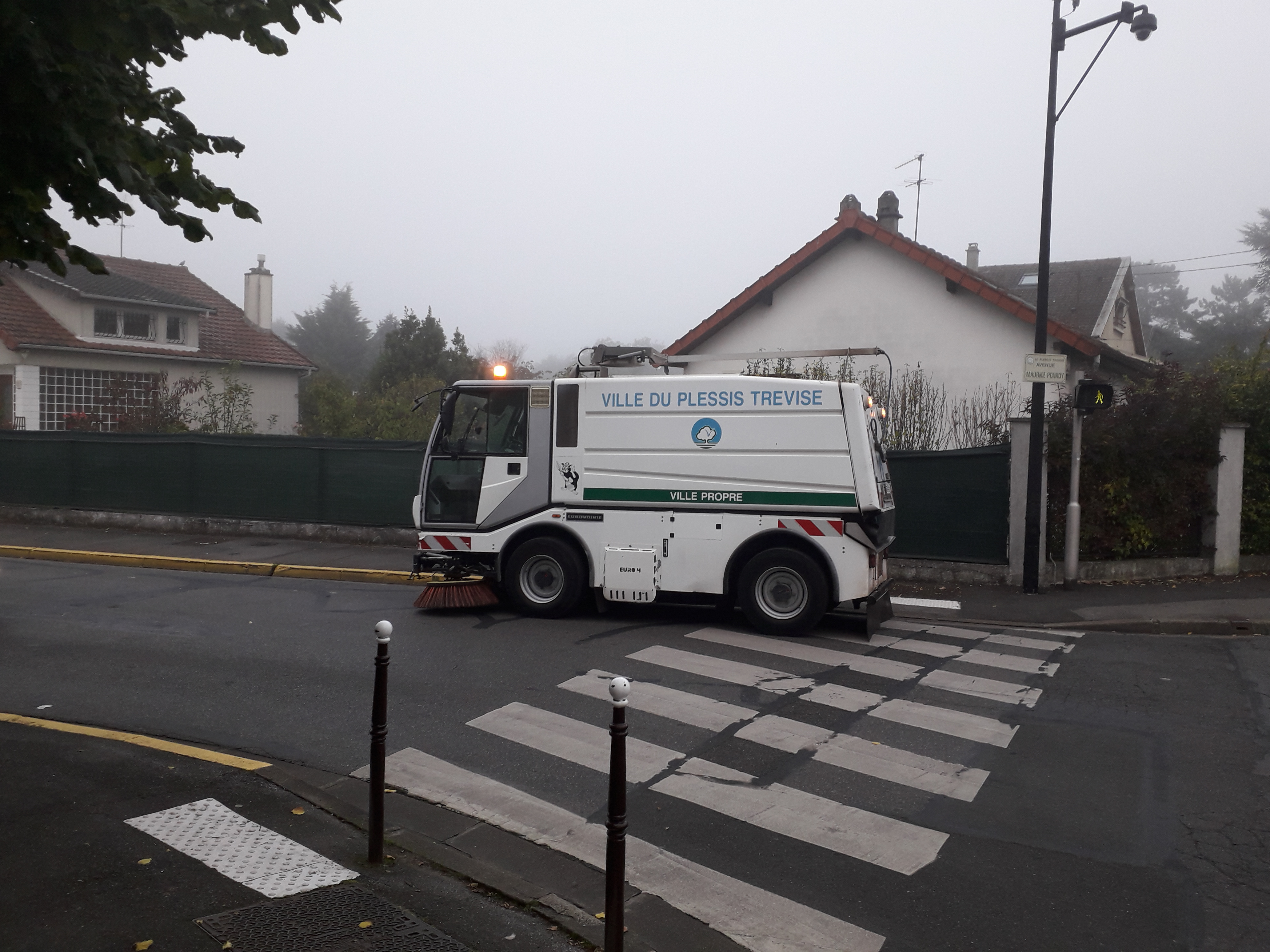
Véhicule de nettoyage de la ville du Plessis-Trévise en 2017.

### Rattachements administratifs et électoraux
Antérieurement à la loi du 10 juillet 1964, la commune, créée en 1899 par détachement de celles de  Chennevières-sur-Marne, La Queue-en-Brie et Villiers-sur-Marne faisait partie du département de Seine-et-Oise.
La réorganisation de la région parisienne en 1964 fit que la commune appartient désormais au département du Val-de-Marne et, à sa création, à son arrondissement de Nogent-sur-Marne après un transfert administratif effectif au 1er janvier 1968. Le 25 février 2017, la commune intègre l'arrondissement de Créteil
Elle faisait partie depuis sa création à 1964 du canton de Boissy-Saint-Léger, année où elle intègre le canton de Chennevières-sur-Marne. Elle est rattachée en 1976 au canton de Villiers-sur-Marne. Dans le cadre du redécoupage cantonal de 2014 en France, ce canton, dont la commune est toujours membre, est modifié, passant de deux à trois communes.

### Intercommunalité
La commune faisait partie de la communauté d'agglomération du Haut Val-de-Marne, créée en 2001.
Dans le cadre de la mise en œuvre de la volonté gouvernementale de favoriser le développement du centre de l'agglomération parisienne comme pôle mondial est créée, le 1er janvier 2016, la métropole du Grand Paris (MGP), dont la commune est membre.
La loi portant nouvelle organisation territoriale de la République du 7 août 2015 prévoit également la création de nouvelles structures administratives regroupant les communes membres de la métropole, constituées d'ensembles de plus de 300 000 habitants, et dotées de nombreuses compétences, les établissements publics territoriaux (EPT).
La commune a donc également été intégrée le 1er janvier 2016 à l'établissement public territorial Grand Paris Sud Est Avenir, qui succède notamment à la communauté d'agglomération du Haut Val-de-Marne.

### Tendances politiques et résultats
Le maire de la commune était depuis mars 1983 Jean-Jacques Jégou, ancien député et sénateur MoDem, réélu en 2008 au premier tour avec 53,89 % des voix[réf. nécessaire].
Lors du premier tour des élections municipales de 2014 dans le Val-de-Marne, la liste MoDem-UMP-UDI menée par Didier Dousset — soutenu par le maire sortant  Jean-Jacques Jégou qui ne se représentait pas — obtient la majorité absolue des suffrages exprimés, avec 4 103 voix (61,71 %, 28 conseillers municipaux élus dont 6 communautaires), devançant largement celles menées respectivement par :

- Maxime Chevallier (FN, 1 079 voix, 16,23 %, 2 conseillers municipaux élus) ; 	

- François Gerard (DVG, 850 voix, 12,78 %, 2 conseillers municipaux élus) ; 	

- Nathalie Lemaire (FG, 617 voix, 9,28 %, 1 conseiller municipal élu).

Lors de ce scrutin, 43,08 % des électeurs se sont abstenus. 	
Lors du premier tour des élections municipales de 2020 dans le Val-de-Marne, la liste MoDem-LREM-MR menée par Didier Dousset  obtient la majorité absolue des suffrages exprimés, avec 2 508 voix (60,84 %, 29 conseillers municipaux élus dont 1 métropolitain), devançant très largement celles menées respectivement par : 

- Sabine Patoux (MoDem diss.-LR, 747 voix, 18,12 %, 3 conseillers municipaux élus) ;

- Mirabelle Lemaire (LFI-PS, 559 voix, 13,56 %, 2 conseillers municipaux élus) ; 

- Alain Philippet (RN, 308 voix, 7,47 %, 1 conseiller municipal élu).

Lors de ce scrutin marqué par la pandémie de Covid-19 en France, 63,47 % des électeurs se sont abstenus.

### Liste des maires
| Période   | Période                       | Identité           | Étiquette      | Qualité |
| --------- | ----------------------------- | ------------------ | -------------- | --- |
| 1899      | 1902                          | Gustave Dupont,    |                | Ingénieur et constructeur automobile, propriétaire Premier maire de la commune |
| 1902      | 1917                          | Jules Nivette      |                | Teinturier en plumes |
| 1917      | 1919                          | Jules Alinot       |                | Maire intérimaire |
| 1919      | mai 1925                      | Joseph Belin       |                | Industriel |
| mai 1925  | novembre 1941                 | Georges Foureau    | PRRRS          | Industriel en chemiserie et ancien athlète, résistant Révoqué par le gouvernement de Vichy |
| 1941      | 1945                          | Charles Coudert    |                | Expert automobile, ancien commerçant Nommé président de la délégation spéciale |
| 1945      | 1947                          | Lucien Renault     |                | Technicien en électricité Président du Comité local de libération |
| 1947      | 1953                          | Gaston Simonnet    |                | Agent municipal |
| 1953      | 1954                          | Désiré Serrant     |                | Entrepreneur en maçonnerie |
| 1954      | 1967                          | Pierre Boyer       |                | Industriel en métallurgie navale |
| 1967      | mars 1971                     | René Ledent        | SE             | Aviculteur |
| mars 1971 | mars 1983                     | Georges Roussillon | DVG            | Instituteur retraité, ancien adjoint |
| mars 1983 | mars 2014                     | Jean-Jacques Jégou | UDF puis MoDem | Chef d'entreprise de PME Conseiller général de Villiers-sur-Marne (1982 → 1988) Député du Val-de-Marne (1986 → 2002) Sénateur du Val-de-Marne (2004 → 2011) Président de la CA du Haut Val-de-Marne (2014 → 2015) |
| mars 2014 | En cours (au 14 février 2020) | Didier Dousset     | MoDem          | Collaborateur d'élus Conseiller général de Villiers-sur-Marne (2003 → 2008) Président du Modem 94 (en 2014 et 2020)                                                                                               |

### Distinctions et labels
Le Plessis-Trévise a été distinguée entre autres de deux fleurs au concours des villes et villages fleuris en 2006 et de trois fleurs en 2015 ou 2017.

### Jumelages
| Le Plessis-Trévise est jumelée avec les villes de : - Burladingen (Allemagne) depuis le 25 juin 1988 ; - Ourém (Portugal) depuis le 13 juin 1992 ; - Wągrowiec (Pologne) depuis le 13 juin 2006 ; - Sparte (Grèce) depuis 2018. | \| \| |
| La ville de Burladingen en Allemagne · La ville d'Ourém au Portugal · La ville de Wagrowiec en Pologne |       |

## Équipements et services publics

### Enseignement
Le Plessis Trévise dispose du collège Albert-Camus, qui se situe non loin de l'espace sportif Philippe-de-Dieuleveult.
Le Plessis-Trévise ne possède pas de lycée, le lycée de secteur est le lycée Samuel Champlain situé à Chennevières sur Marne.
Le Plessis Trévise dispose de cinq écoles élémentaires (l'école Jean-Monnet, Jean-Moulin, Marbeau, Val-Roger et l'école Marie-Louise-et-Marcel-Salmon.)
Et dispose également de cinq écoles maternelles (l'école Charcot, Olympe-de-Gouges, Saint-Exupéry, La Maréchale, Val-Roger)

### Bibliothèques

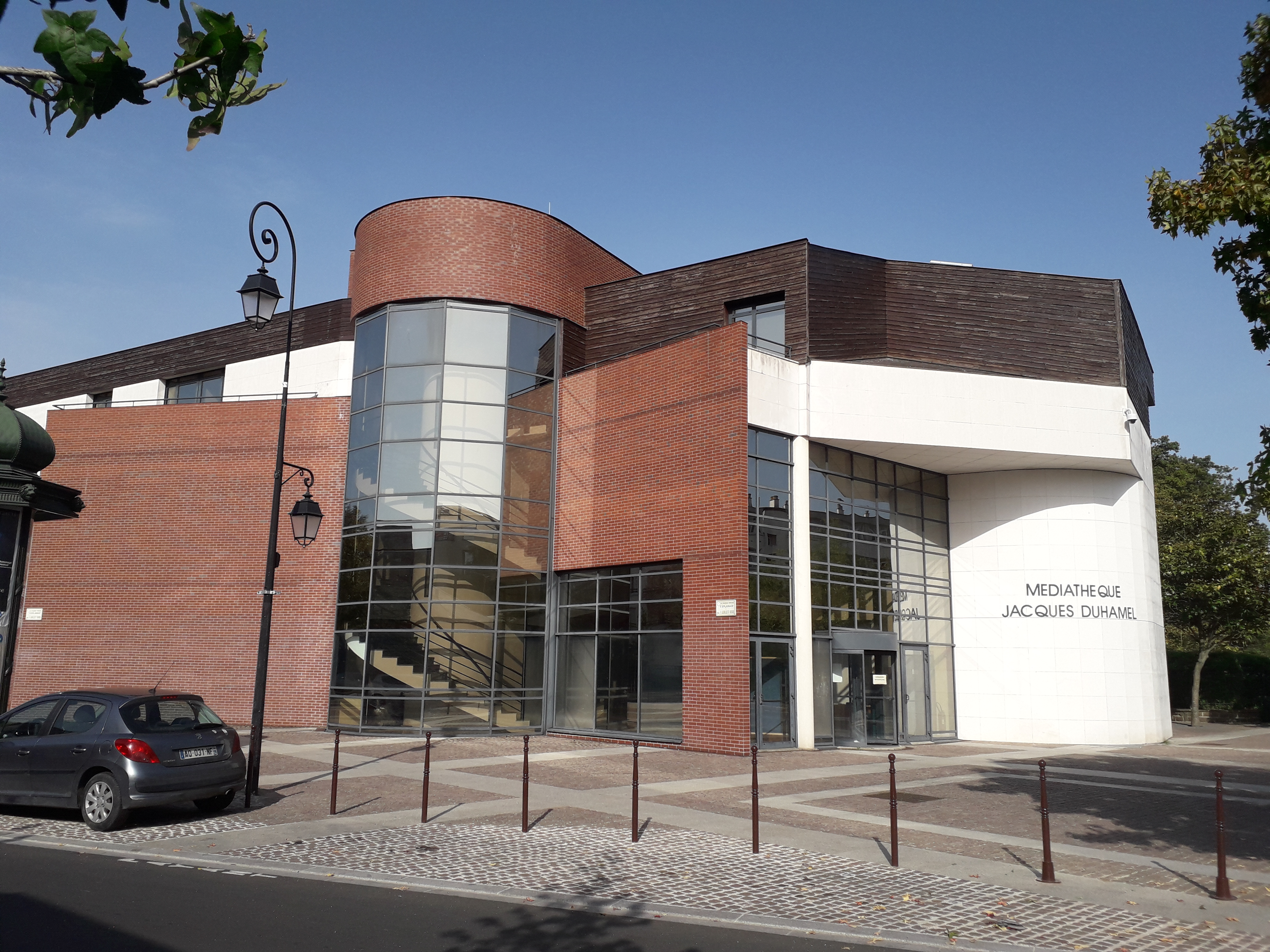
Médiathèque Jacques Duhamel, au Plessis-Trévise.

La médiathèque Jacques Duhamel se trouve en face de la place du marché, sur l'esplanade du 7 juillet 1899, près de l'avenue Ardouin. Elle a été inaugurée en 1999. Depuis fin 2016, elle est gérée par l'établissement public territorial Grand Paris Sud Est Avenir (GPSEA), qui regroupe seize communes du Val-de-Marne.

## Population et société

### Démographie
L'évolution du nombre d'habitants est connue à travers les recensements de la population effectués dans la commune depuis 1901. Pour les communes de plus de 10 000 habitants les recensements ont lieu chaque année à la suite d'une enquête par sondage auprès d'un échantillon d'adresses représentant 8 % de leurs logements, contrairement aux autres communes qui ont un recensement réel tous les cinq ans,.

En 2022, la commune comptait 21 096 habitants, en évolution de +4,03 % par rapport à 2016 (Val-de-Marne : +3 %, France hors Mayotte : +2,11 %).
| 1901 | 1906 | 1911 | 1921  | 1926  | 1931  | 1936  | 1946  | 1954  |
| ---- | ---- | ---- | ----- | ----- | ----- | ----- | ----- | ----- |
| 921  | 835  | 868  | 1 189 | 1 469 | 1 636 | 1 391 | 1 338 | 2 426 |

| 1962  | 1968  | 1975   | 1982   | 1990   | 1999   | 2006   | 2011   | 2016   |
| ----- | ----- | ------ | ------ | ------ | ------ | ------ | ------ | ------ |
| 5 180 | 8 392 | 12 991 | 13 565 | 14 583 | 16 656 | 17 710 | 19 095 | 20 279 |

| 2021   | 2022   | - | - | - | - | - | - | - |
| ------ | ------ | - | - | - | - | - | - | - |
| 20 218 | 21 096 | - | - | - | - | - | - | - |

### Manifestations culturelles et festivités
Chaque année se déroule au début du mois de décembre le salon "Arts et Délices", marché de Noël, organisé par le Club de jumelage Robert-Schuman[réf. nécessaire].

### Sports et loisirs

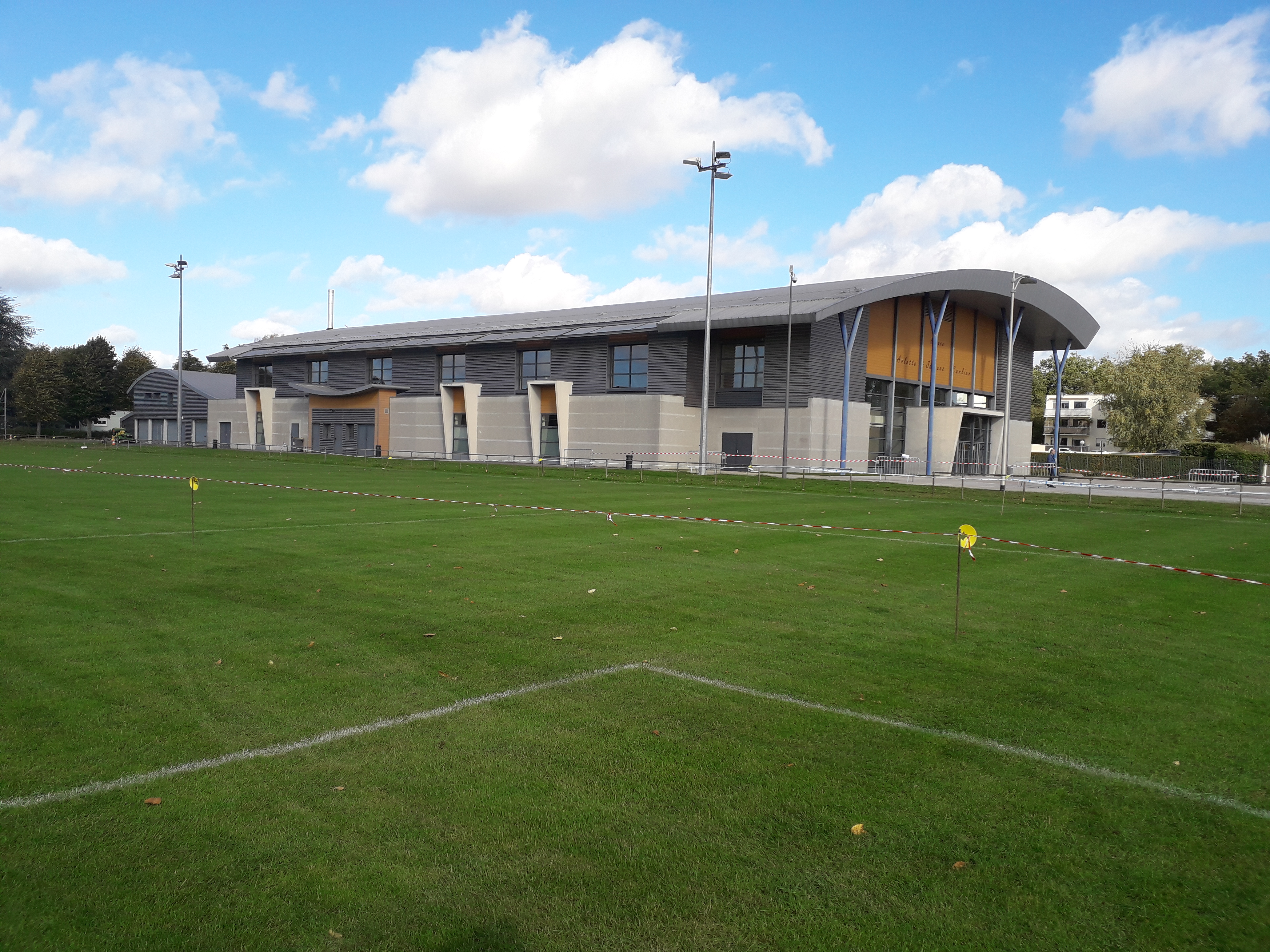
L'espace Arlette-et-Jacques-Carlier, l'un des bâtiments du centre sportif Louison-Bobet.

Le Plessis-Trévise possède plusieurs complexes sportifs. Le plus vaste est le complexe Philippe-de-Dieuleveult, composé d'une salle de handball, de gymnastique, de judo, d'escrime, de danse, de badminton, de tennis de table et une piscine. Le Plessis-Trévise possède également le centre sportif Louison-Bobet, un espace sportif comprenant principalement un stade d'athlétisme, qui se trouve à proximité de l'espace Philippe-de-Dieuleveult.
Le Plessis-Trévise dispose d'une équipe de handball masculine (EPHB) qui joue actuellement[Quand ?] en Nationale 2 .

### Médias
En 2010, la commune du Plessis-Trévise a été récompensée par le label « Ville Internet @@ ».

### Cultes

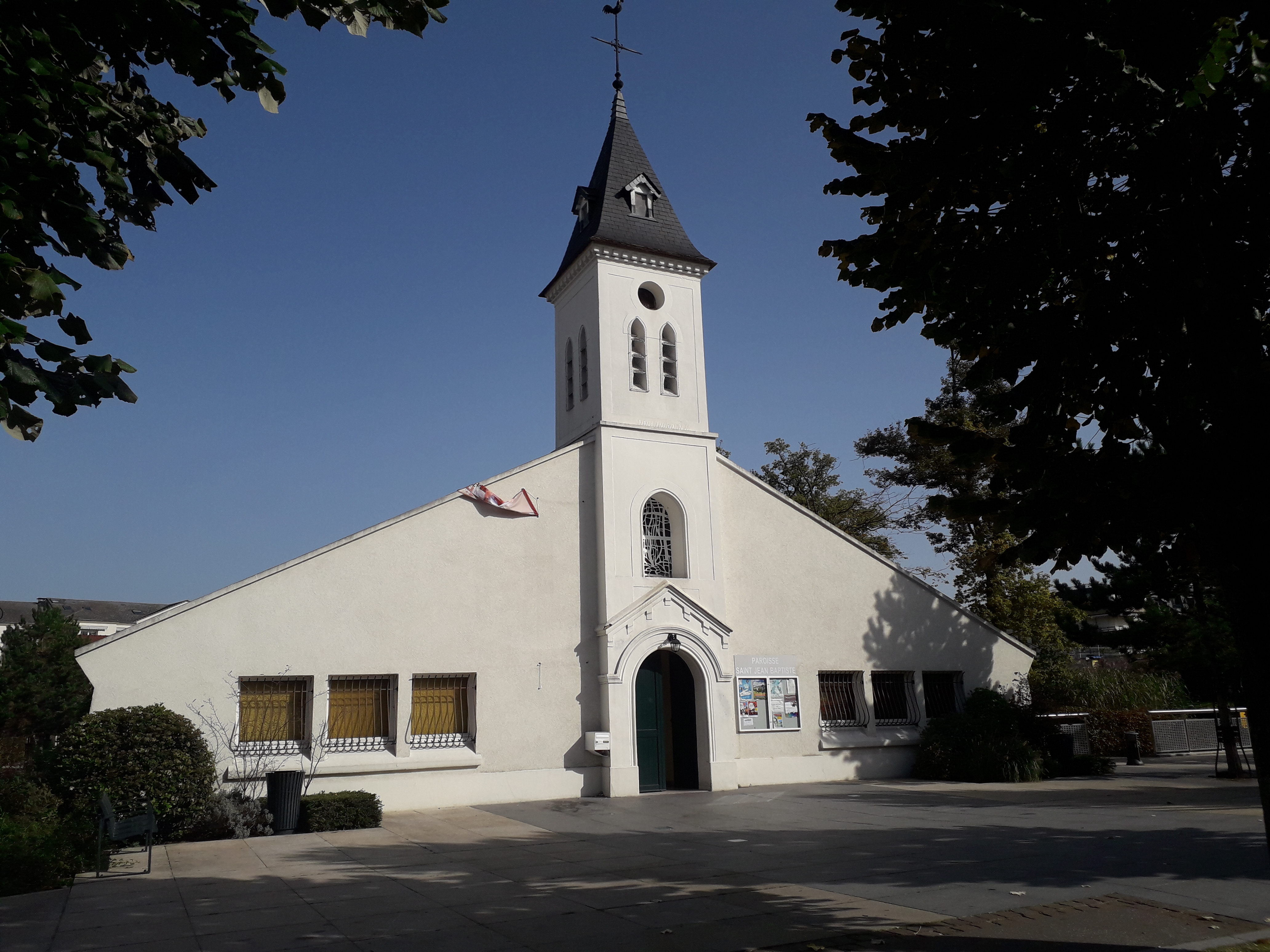
L'église Saint Jean Baptiste en 2017.

Les fidèles catholiques du Plessis-Trévise disposent de l'église Saint-Jean-Baptiste, une église paroissiale chrétienne construite en 1881.

## Culture locale et patrimoine

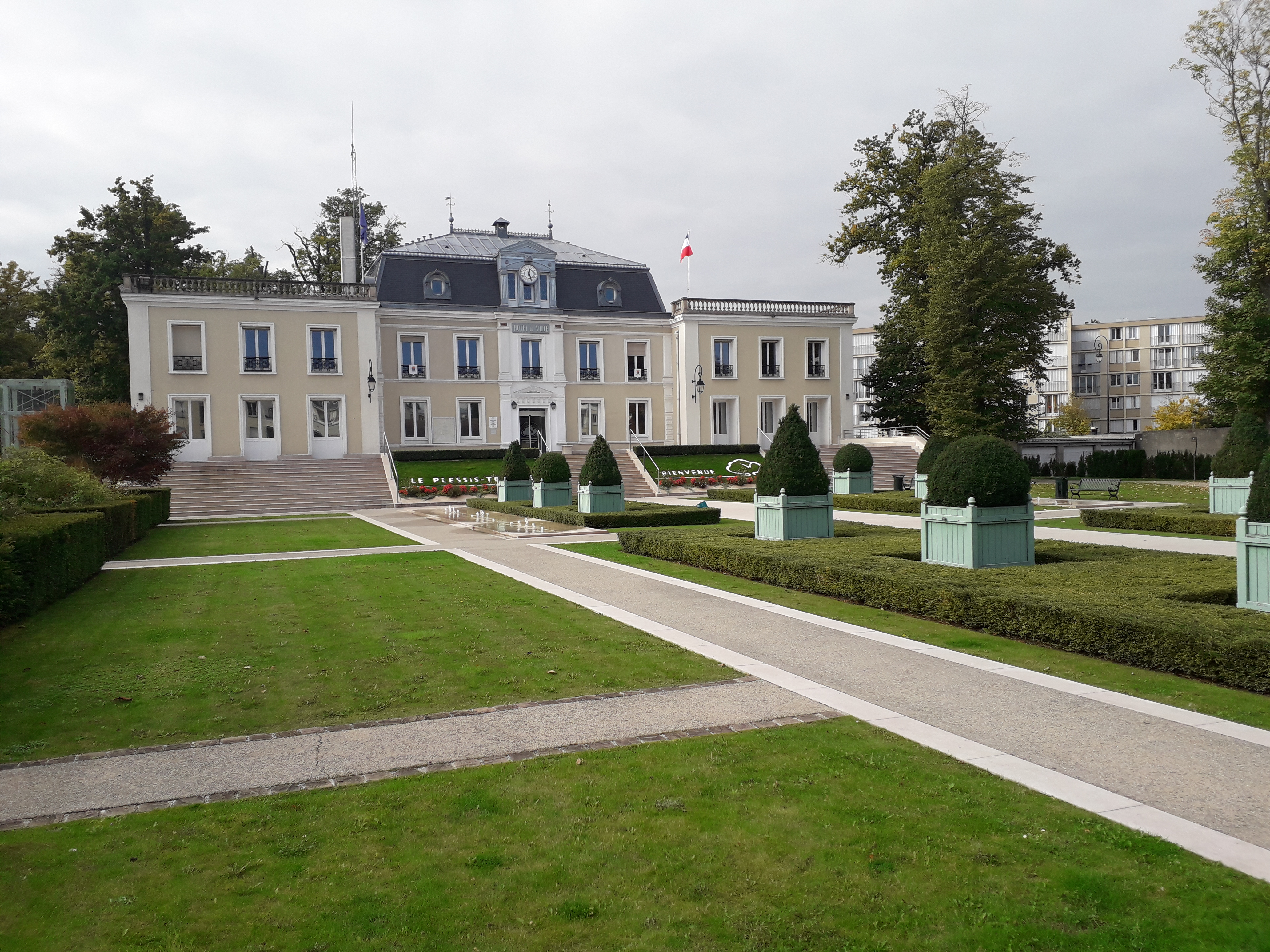
La mairie du Plessis-Trévise en 2017.

### Lieux et monuments

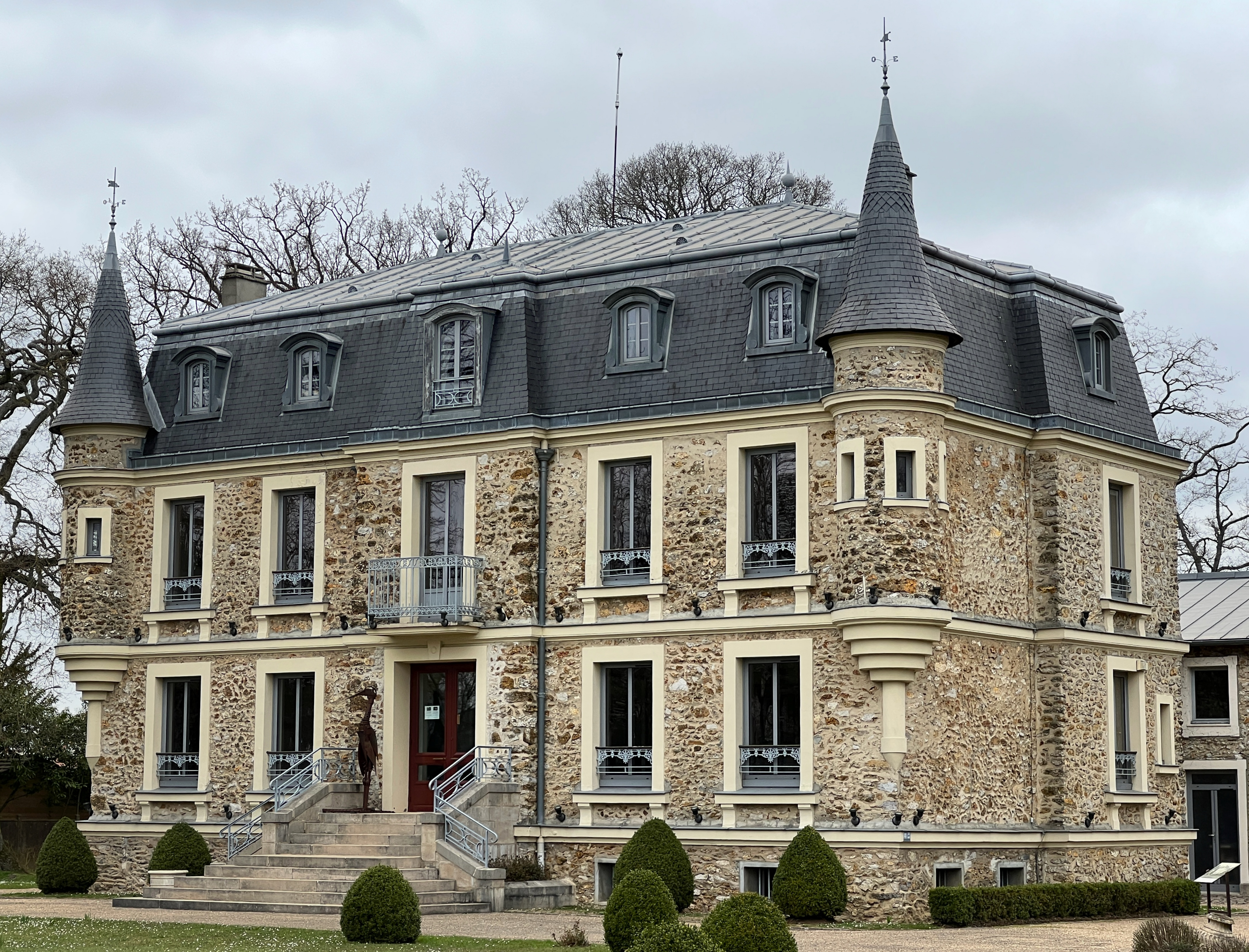
Le château des Tourelles en 2022.

La mairie actuelle du Plessis-Trévise se trouve dans un bâtiment construit dans les années 1930. Elle a été rénovée et agrandie en 2008.
Le Plessis-Trévise compte également deux châteaux : le château d'Emmaüs et le château des Tourelles.
Le château des Tourelles est une maison bourgeoise construite au cours du XIXe siècle par Arsène Ozanne. Le bâtiment adopte un style néogothique alors à la mode, et comporte deux tourelles en poivrière auxquelles il doit son nom. Le domaine est racheté par la ville du Plessis-Trévise en 1989 et rénové pour devenir un lieu d'exposition permanente ; il abrite également des ateliers d'artistes.
Un château plus ancien, le château de La Lande, est très endommagé durant la guerre de 1870. Démantelé par ses propriétaires en 1942, il est démoli en 1943. Il en reste la grille d'entrée en fer forgé, portant les initiales de l'ancienne propriétaire Adelina Concha, encore visible sur l'avenue Jean-Claude Delubac.

### Personnalités liées à la commune
- Robert Bobin (1920-1994), athlète puis dirigeant sportif y est mort.
- Catherine Boursier, née en 1953 au Plessis-Trévise, est une personnalité politique française membre du PS depuis 1989[50].
- Pierre-François Fernand Delannoy (1897-1950), statuaire et architecte-décorateur, y est mort.
- Anne-Élisabeth Lemoine (1970), journaliste, animatrice de radio et de télévision française.
- Steve Malonga (1985- ), ancien joueur de rugby à XV
- Pierre Repp (1909-1986), humoriste et acteur, de son vrai nom Pierre Bouclet, est mort au Plessis-Trévise[51]. Une salle municipale (un restaurant scolaire) porte son nom, située tout près de son dernier domicile, 91 parc de la Lande.
- Maxime Vachier-Lagrave (1990- ), joueur d'échecs.

### Héraldique, logotype et devise
| Blason de Le Plessis-Trévise | Blason  | D’azur à la haie circulaire d’or, au chef cousu de gueules semé d’étoiles aussi d’or. |
| Blason de Le Plessis-Trévise | Détails | Le statut officiel du blason reste à déterminer.                                      |

## Pour approfondir